# Concordia Seminary
Concordia Seminary är ett teologiskt seminarium i USA, knutet till Lutheran Church - Missouri Synod (LCMS). Under 1970-talet hade bibelkritiska metoder börjat introduceras på seminariet, vilket inte uppskattades av de konservativa grupperna inom LCMS. Efter att ha anklagats för falsk lära, lämnade majoriteten av studenterna och lärarna seminariet 1974 och satte upp ett eget, mer liberalt seminarium (Seminex). 